# Football Club Lugano (féminines)
Le Football Club Lugano Femminile est la section féminine du FC Lugano, club de football situé à Lugano, en Suisse.

## Histoire
- 1976 : Fondation du club sous le nom d'Associazione Sportiva Armonia femminile
- 1983 : Le club change de nom en fusionnant avec le FC Rapid Lugano, et devient le Football Club Femminile Rapid Lugano. Le club est promu en 1987 en première division suisse, la Ligue Nationale A. Lors de sa première saison dans l'élite, le FC Rapid Lugano termine à la 4e place, puis la saison suivante (1988-1989), remporte le titre de champion de Suisse[1].

Le club évolue jusqu'en 2007 en première division. A la fin de la saison 2006-2007, le FC Rapid Lugano termine à la dernière place et se voit relégué en Ligue Nationale B. Après la saison 2011-2012, le club termine à la première place de la LNB, mais échoue lors des play offs. Le même scénario se reproduit après la saison 2013-2014, mais la saison suivante le FC Rapid Lugano gagne les play offs après une 2e place en championnat et se voit promu en LNA.
- 2015 : Pour son retour en LNA, le club change de nom et devient le Football Femminile Lugano 1976. Le club termine 6e du championnat et atteint les quarts de finale de la Coupe de Suisse, en étant battu par le futur vainqueur, le FC Zurich.
- 2019 : Le club signe un accord avec le FC Lugano pour devenir sa section féminine à partir de 2020-2021[2]. Il participe pour la première fois à la Ligue des champions lors de la saison 2019-2020.

- En 2022, le club se retire volontairement de la Super League pour repartir la saison suivante en deuxième division[3].

## Palmarès
- Champion de Suisse (1) : 1989 (FC Rapid Lugano)